# Barby (Ardennes)
Barby ist eine französische Gemeinde mit 388 Einwohnern (Stand 1. Januar 2022) im Département Ardennes in der Region Grand Est. Sie gehört zum Arrondissement Rethel, zum Kanton Rethel und zum Gemeindeverband Pays Rethélois.

## Geografie
Die Aisne verläuft durch das südliche Gemeindegebiet, wo sie wie der Ardennenkanal abschnittsweise die Gemeindegrenze bildet. Der Fluss Vaux durchquert die Gemeinde auf einem kurzen Abschnitt im Westen und mündet an der Gemeindegrenze zu Château-Porcien in die Aisne. Umgeben wird Barby von den Nachbargemeinden Arnicourt und Sorbon im Norden, von dem Kantonshauptort Rethel im Osten, Acy-Romance im Südosten, Nanteuil-sur-Aisne im Süden sowie von den im Kanton Château-Porcien gelegenen Gemeinden Taizy im Südwesten, Château-Porcien im Westen und Écly im Nordwesten.

## Geschichte

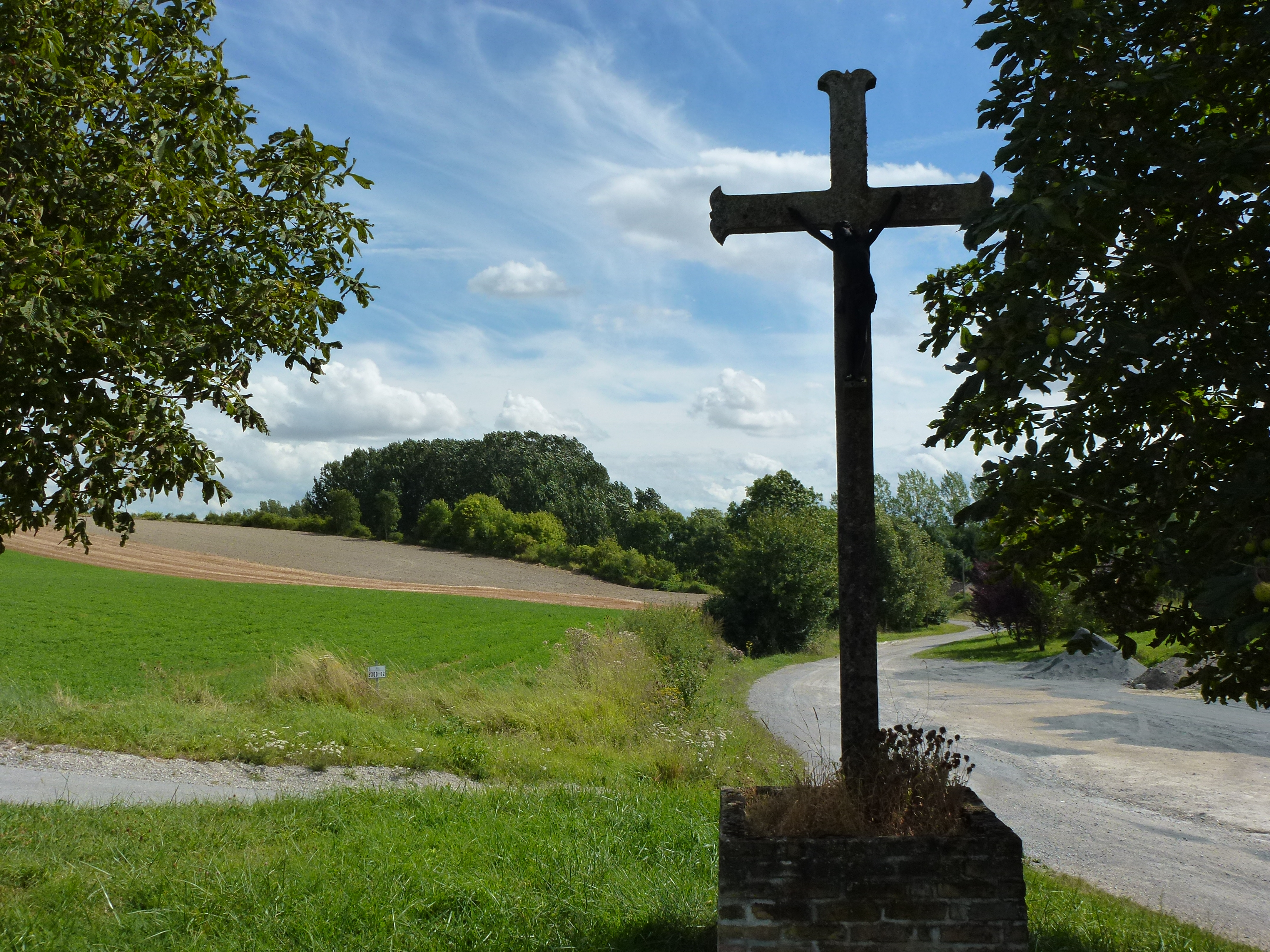
Ein Kreuz zeigt die hypothetische Position von Gerson an.

Bei Ausgrabungen wurde in Barby ein Grab aus der Bronzezeit entdeckt. Das Dorf wurde von einer Römerstraße von Rethel nach Château-Porcien gekreuzt.
Auf dem heutigen Territorium der Gemeinde lag im Mittelalter das heute verschwundene Dorf Gerson. Hier wurde 1363 Jean de Gerson, der spätere Kanzler der Universität von Paris, geboren.

## Bevölkerungsentwicklung
| Jahr                       | 1962 | 1968 | 1975 | 1982 | 1990 | 1999 | 2006 | 2011 | 2018 |
| Einwohner                  | 234  | 209  | 211  | 347  | 384  | 352  | 371  | 377  | 418  |
| Quellen: Cassini und INSEE |      |      |      |      |      |      |      |      |      |

## Sehenswürdigkeiten
- Kirche Saint-Jean-Baptiste, errichtet 1880

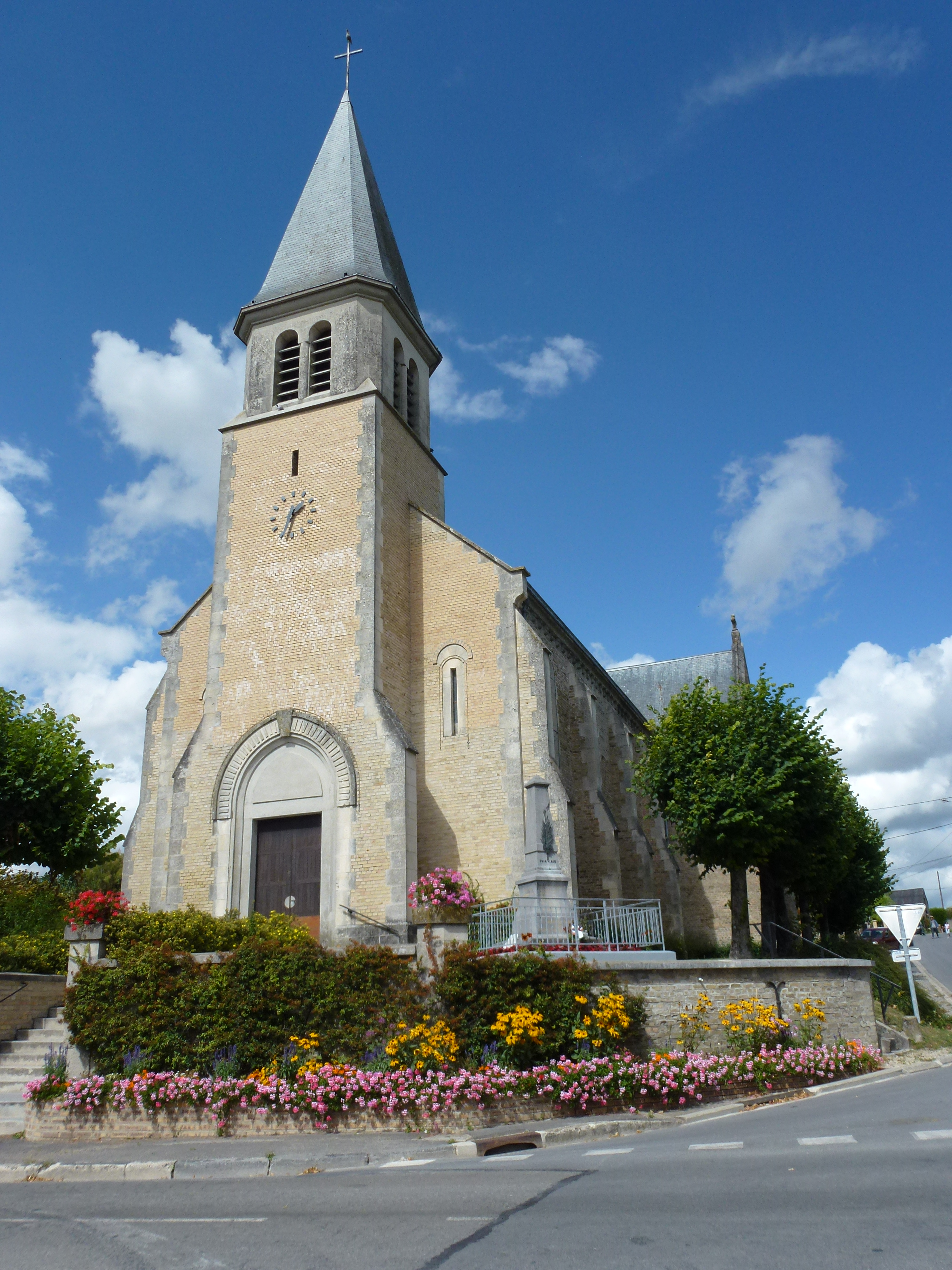
Kirche Saint-Jean-Baptiste

## Persönlichkeiten
- Jean de Gerson (1363–1429), Theologe, Mystiker und Kanzler der Pariser Sorbonne